# 1 Mai (stacja metra)
1 Mai – stacja metra w Bukareszcie, na linii M4. Stacja została otwarta w 2000.